# Zeravshanita
La zeravshanita és un mineral de la classe dels silicats. Rep el seu nom de la serralada Zeravshan, ja que el material tipus va ser trobat en la morrena de la glacera Dara-i-Pioz, en la unió de les serralades Zeravshan, Turkestan i Alay, al Tadjikistan.

## Característiques
La zeravshanita és un silicat de fórmula química Na₂Cs₄Zr₃Si18O45·2H₂O. Va ser aprovada com a espècie vàlida per l'Associació Mineralògica Internacional l'any 2003. Cristal·litza en el sistema monoclínic. La seva duresa a l'escala de Mohs és 6.
Segons la classificació de Nickel-Strunz, la zeravshanita pertany a «09.EA: Fil·losilicats, amb xarxes senzilles de tetraèdres amb 4-, 5-, (6-), i 8-enllaços» juntament amb els següents minerals: cuprorivaïta, gil·lespita, effenbergerita, wesselsita, ekanita, apofil·lita-(KF), apofil·lita-(KOH), apofil·lita-(NaF), magadiïta, dalyita, davanita, sazhinita-(Ce), sazhinita-(La), okenita, nekoïta, cavansita, pentagonita, penkvilksita, tumchaïta, nabesita, ajoïta, bussyita-(Ce) i plumbofil·lita.

## Formació i jaciments
Va ser descoberta en la morrena de la glacera Dara-i-Pioz, en la unió de les serralades Zeravshan, Turkestan i Alay, al Tadjikistan. Es tracta de l'únic indret on ha estat descrita aquesta espècie mineral.